# Федерация на анархистите в Иберия
Федерация на анархистите в Иберия (ФАИ) (на испански: La Federación Anarquista Ibérica) (FAI) е организация, основана през 1927 г. във Валенсия, като продължение на три анархистки организации, португалската, União Anarquista Portuguesa и испанската Национална федерация на анархистките групи на Испания и Националната федерация на испанските анархистки групи в Иберия. По този начин изгнанието има иберийска сфера на действие. В момента организацията е част от Международната федерация на анархистите (IFA).

## История

### По време на диктатурата на Примо де Ривера
FAI се ражда на 25 и 26 юли 1927 г. на плаж във Валенсия в резултат на конференция на анархистки групи от Испания, Португалия и испански изгнаници във Франция. Дневният ред на тази първа конференция е: връзката с работническото движение като цяло и с Националната конфедерация на труда (CNT) в частност, кооперативизма, структурата на FAI, диктатурата, затворниците, пресата, интернационалите и резиденцията на полуостровния комитет. Що се отнася до връзката с CNT, връзката на органично ниво вече се разглежда на всички нива и в комисиите за затворниците, бива приет от нея в Комитетите за революционно действие и в Комитетите за затворниците на национална пленарна сесия през 1928 г. През 1930 г. Хуан Мануел Молина, Хуанел, поема секретариата на федерацията. Същата година, след падането на Примо де Ривера, успоредно с CNT, FAI е подсилена и организирана.

### Втора република (1931 – 1936)
По време на Втората република ФАИ започва да става известна от общественото мнение и да се появява в много вестници. Паралелно с конгреса на CNT в Театро Консерваторио в Мадрид, където постулатите на FAI вече се усещат, FAI празнува национален конгрес. По време на съществуването на републиката най-важният въпрос, който е повдигнат, е връзката между CNT и FAI, връзка, която трябва да се разбира като борба за власт на CNT. В рамките на CNT има няколко позиции: на първо място има бойци на FAI, които бяха свързани с съюза и които защитават неговите постулати, от друга страна има такива, които заемат позиции, подобни или идентични на тези на FAI и се противопоставят на умерените тези и накрая онези, които виждат във ФАИ течение, което завзема водещите позиции и насочва съюза в грешен път. Въпреки че FAI няма структура или капацитет да влияе на конфедерацията от умерени позиции, тя е идентифицирана с най-радикалните подходи. Тези дебати се засилват след публикуването на манифест от по-умерените елементи на конфедерацията, Манифестът на тридесетте. Това довежда до увеличаване на атаките от двете страни и изместването на филиали, които се идентифицират с или защитавт трейнтизма.
ФАИ е идентифицирана като подстрекател на въстанието на Алто Лобрегат от януари 1932 г. По подобен начин те също се оказват поддръжници в някои области на въстанието през януари 1933 г. и също така подкрепят движението от декември същата година. През октомври 1933 г. в Мадрид се провежда национална регионална пленарна сесия. На тази пленарна сесия се одобрява публикуването на месечен бюлетин, издаването на специфичен орган, наречен FAI, създаването на комитета на полуострова в Сарагоса и представяне на предложение за либертариански комунизъм. През 1934 г. регионалното правителство на Астурия подкрепя революцията в Астурия, играейки важна роля в традиционно анархистките ядра на Ла Фелгера и Хихон. Този революционен опит довежда до разпадането на FAI поради репресиите. През 1935 г. групата Нервио е назначена да назове комитет на Иберийския полуостров, което води до Диего Абад де Сантилан като генерален секретар. На 31 януари и 1 февруари 1936 г. в Мадрид се провежда регионална пленарна сесия на полуострова, на която присъстват 496 делегати, представляващи около 5000 членове. В тази пленарна сесия са обсъдени въпроси като възможна война или споразумението да не се бойкотират директно изборите.

### Гражданска война (1936 – 1939)
Накратко, FAI е тактически революционна, с действия, вариращи от банкови обири за придобиване на средства или създаване на популярни библиотеки до организиране на общи стачки. Тя подкрепя усилията срещу диктатурата на Ривера и монархията, а през 1936 г. допринася за създаването на Народния фронт в замяна на освобождаването на многобройните либертариански затворници. След въстанието на Франко анархистките организации започват да си сътрудничат с републиканското правителство, не без противоречия.
Републиканското правителство има трудности при контролирането на бързите екзекуции или определени антиклерикални или антиработодателски ексцесии. В същото време тя активно насърчава Испанската социална революция от 1936 г. в които той вижда своите анархистки идеи прилагани на практика (колективизация на земята и индустриите, либертариански муниципализъм и т.н.), въпреки че това също довежда до случаи на репресии в републиканския ариергард от членовете на FAA (срещу опозицията на видни лидери на CNT) не само срещу симпатизантите на фашизма, но дори и срещу умерените републиканци, дребните собственици на имоти или църквата. Те също извършват насилствени действия и недисциплинираност на бойния фронт; Още в началото на войната батальон на FAI се разбунтува и убива своя началник на Мадридския фронт, подполковник Куерво, верен на Републиката. Към тези актове на неподчинение е добавено значителното проникване, както в CNT, на елементи от петата колона, феномен, който се засилва след военното въстание от 18 юли поради силния прозелитизъм, извършван от тези организации. Ларго Кабалиеро отива толкова далеч, че каза в това отношение: „Във FAI има проникнали множество агенти-провокатори и поддръжници на полицията, поради тази причина е невъзможно да се справим с тях.“ През септември 1936 г. Луис Компанис, президент на генералитета, предупреждава републиканското правителство за съществуването в Каталония на заговор между фалангистите и радикалните сектори на FAI (в който се предполага значително присъствие на шпиони от бунтовническата страна) за провокиране на конфликти и нарушаване на обществения ред. Той също така предупреждава за плановете на фаистите да атакуват Bank of Spainв Мадрид и да заграбват златните резерви на държавата, за да ги пренесат в Барселона.

### Диктатурата на Франко (1939 – 1975)
По време на режима на Франко федерацията продължава да действа тайно заедно с другите организации и групи на испанското анархистическо движение. Хиляди са убити и задържани от FAI от полицейските сили на франкистката държава. Като цяло работата и е тясно свързана с тази на CNT, както в Испания, така и в изгнание.

## Демокрация
След идването на демокрацията на различни места се сформират групи, приемащи класическите анархистки постулати. Федерацията отказа да се регистрира законно като сдружение и да запази икономическата независимост на която и да е институция. И поради тази причина има проблеми, тъй като със славата, която идва от миналото и цялата черна легенда, която съществува срещу нея, те предизвикаха масови арести на нейните бойци. Така в бар Lafuente в квартала Саграда фамилия (улица Росельон), в Барселона, са арестувани група от 55 либертарианци, пристигащи от всички части на Испания, които се опитват да създадат FAI на 30 януари 1977 г. Година по-късно те са обвинени в медиите, че стоят зад атентата в Скала. Много години след нападението се разбира, че първоначално полицията е поставила експлозива и е обвинила анархистите.
В момента FAI поддържа около 15 федерални групи. Той редактира месечен вестник, наречен Tierra y Libertad. Освен това има някои групи, които публикуват своя собствена преса, една от тях, наречена Ekinaren Ekinaz, регионална по обхват, редактирана от Федерацията на анархистките групи на Еускал Херия, принадлежаща към организацията, и в регионалната Галисия, вестникът Humanidad Libre Освен това групата Albatros на FAI е публикувала множество книги с либертарианска природа. И като член на научен комитет, той издава списание за либертариански изследвания, наречено Germinal. FAI поддържа връзки с други международни анархистки федерации чрез Международна анархистка федерация. Защото той вижда необходимостта от създаване на федерации и връзки на всички нива, независимо дали са регионални, национални или международни. Да могат анархистите да са в контакт и в непрекъсната координация.